# Christian von Ehrenfels
Christian von Ehrenfels (Christian Julius Leopold Freiherr von Ehrenfels, 20 de junio de 1859 -  8 de septiembre de 1932) fue un filósofo y psicólogo austriaco perteneciente a la escuela austriaca de la psicología del acto, conocido como uno de los fundadores y precursores de la psicología de la Gestalt.

## Vida
El 20 de junio de 1859 Christian von Ehrenfels nació en Rodaun cerca de Viena, y creció en el castillo de su padre Brunn am Walde en Baja Austria. Se unió a la escuela secundaria en Krems an der Donau y estudió primero en la Hochschule für Bodenkultur en Viena y luego cambió a la Universidad de Viena.
Allí estudió filosofía, fue discípulo de Franz Brentano y Alexius Meinong, promovido bajo la supervisión de Meinong, siguiéndole después de su traslado a la Universidad de Graz, en el año 1885 publicó Größenrelationen und Zahlen. Eine Studie Psychologische ("Relaciones de magnitud y números. Un estudio psicológico"). Obtuvo su habilitiation en 1888 en Viena con la obra Über Fühlen und Wollen ("El sentimiento y la voluntad"). Desde 1896 hasta 1929 fue profesor de filosofía en la Universidad Carolina. Entre los interesados de sus conferencias estaban, entre otros Max Brod, Franz Kafka y Felix Weltsch.
Su hija fue la autora Imma von Bodmershof y su hijo el barón Omar Rolf von Ehrenfels, un profesor de antropología nacido con el nombre de Rolf Leopold Werner Bernhard von Ehrenfels, que se convirtió al Islam en 1927 y asumió el nombre de Omar. La esposa de Omar Rolf, Elfriede von Bodmershof, era una persona literaria, conocida por el seudónimo Kurban Said, creadora de obras como Alí y Nino, así como la muchacha del Cuerno de Oro.

## Contribuciones intelectuales
La idea de la Gestalt tiene sus raíces en las teorías de Wolfgang Köhler y Ernst Mach. Max Wertheimer es reconocido como el fundador del movimiento de la psicología de Gestalt. Sin embargo, el concepto de Gestalt se introdujo por primera vez en la filosofía y la psicología contemporánea por Ehrenfels en su famosa obra Über Gestaltqualitäten (Sobre las cualidades de la forma, 1890). Tanto él como Edmund Husserl parecen haber sido inspirados por el trabajo Mach Beiträge zur Analyse der Empfindungen (Contribuciones al Análisis de las sensaciones, 1886) para formular conceptos muy similares de “Gestalt”.
Ehrenfels argumentó en numerosos escritos culturales-científicos y sexuales-políticos contra la nocividad cultural de la monogamia y de la utopía de un orden social poliginico. Defendió la opinión de que la monogamia podría obstaculizar una reproducción lógica darwinista y de selección de la procreación, lo que tendría un efecto devastador en la sociedad de una manera cultural-biológica y, por tanto, la monogamia debe ser combatida. Con esas teorías, Ehrenfels se expuso a la crítica masiva, porque ofreció con sus teorías pensamientos inimaginables a la cultura occidental contemporánea.
Felix Weltsch escribió muchos ensayos y notas sobre Ehrenfels; Wetsch, un checo amigo de Kafka y, como éste, de ascendencia judía, fue uno de los discípulos más importantes de Ehrenfels.